# آرنه هنري جنسن
آرنه هنري جنسن هو سياسي نرويجي، ولد في 30 يوليو 1927، وتوفي في 12 يوليو 2012. حزبياً، نشط في حزب العمال. وقد انتخب نائب عضو برلمان النرويج ‏.